# Alarik Wigert
Axel Gustaf Alarik Wigert, född den 13 maj 1892 i Stockholm, död där den 10 juli 1970, var en svensk ämbetsman. 
Wigert avlade studentexamen 1910 och juris kandidatexamen 1916. Han genomförde tingstjänstgöring 1916–1919 och blev extra länsbokhållare i Stockholms län 1919, ordinarie länsbokhållare  där 1921 samt tillförordnad länsassessor 1932. Wigert var landskamrerare i Stockholms län 1935–1959. Han blev riddare av Nordstjärneorden 1940 och kommendör av andra klassen av samma orden 1946.